# Pheidole wheelerorum
Pheidole wheelerorum är en myrart som beskrevs av Mackay 1988. Pheidole wheelerorum ingår i släktet Pheidole och familjen myror. Inga underarter finns listade i Catalogue of Life.

## Bildgalleri

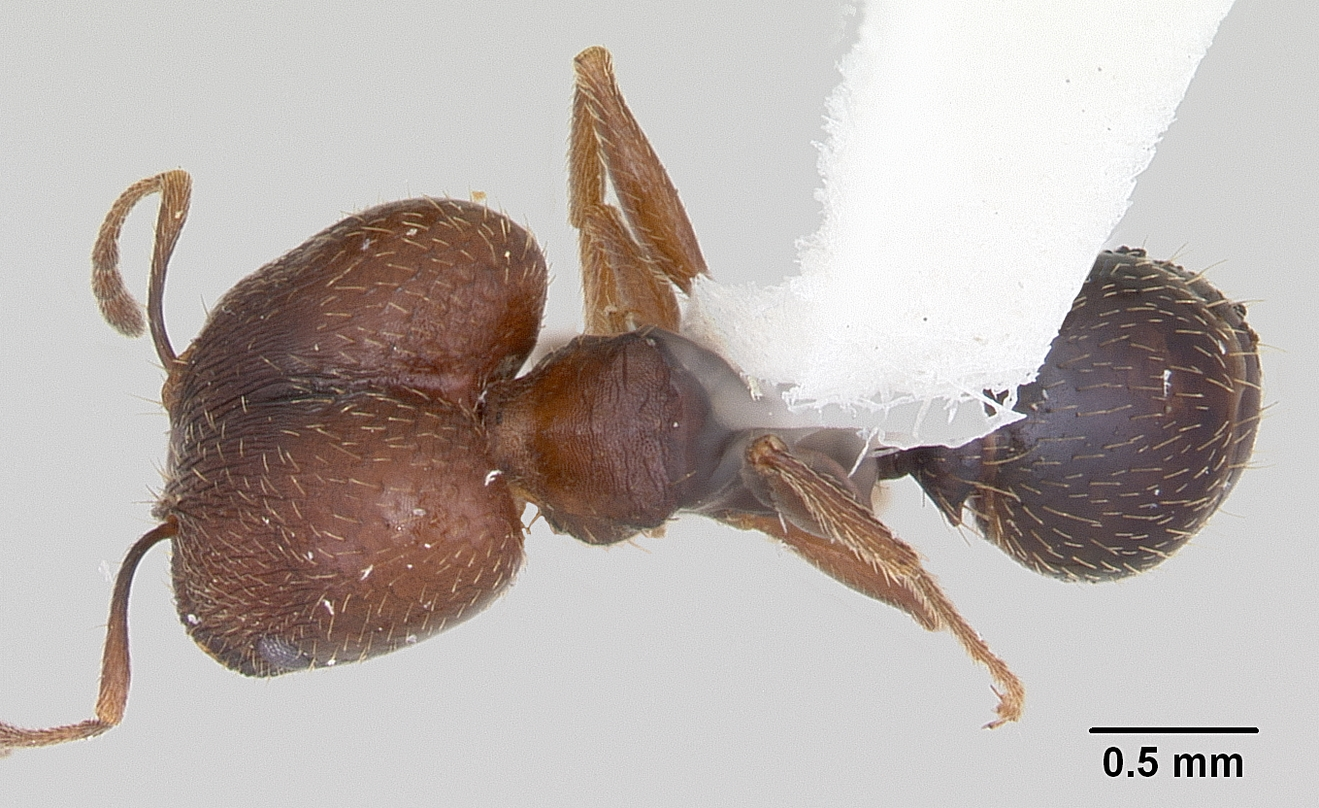
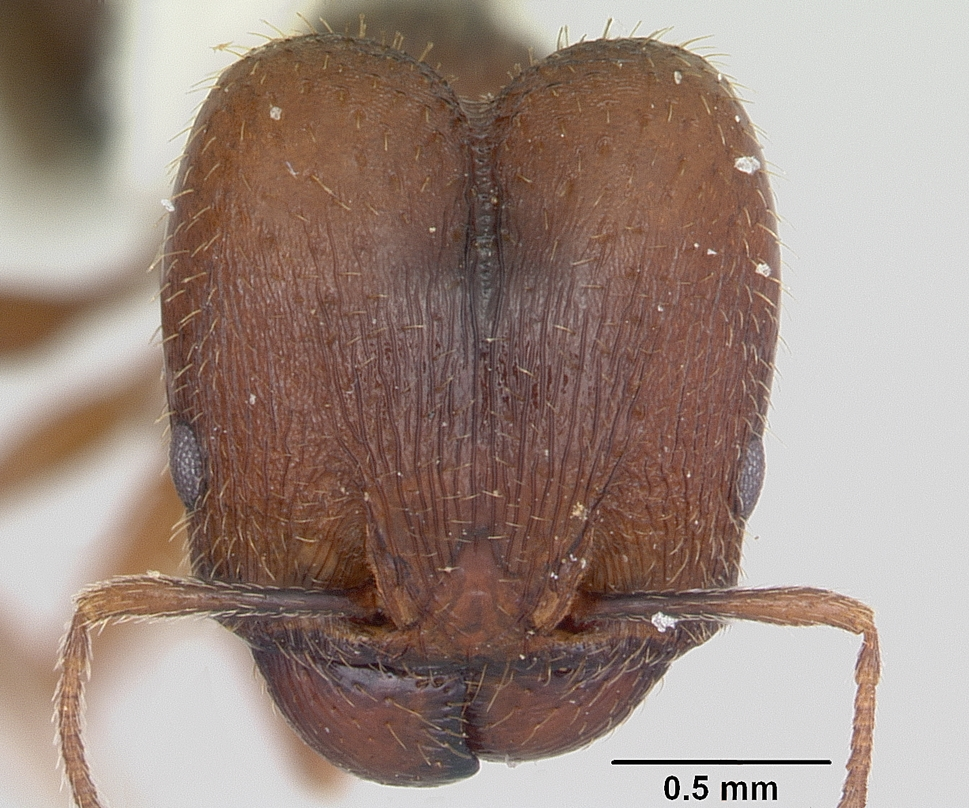
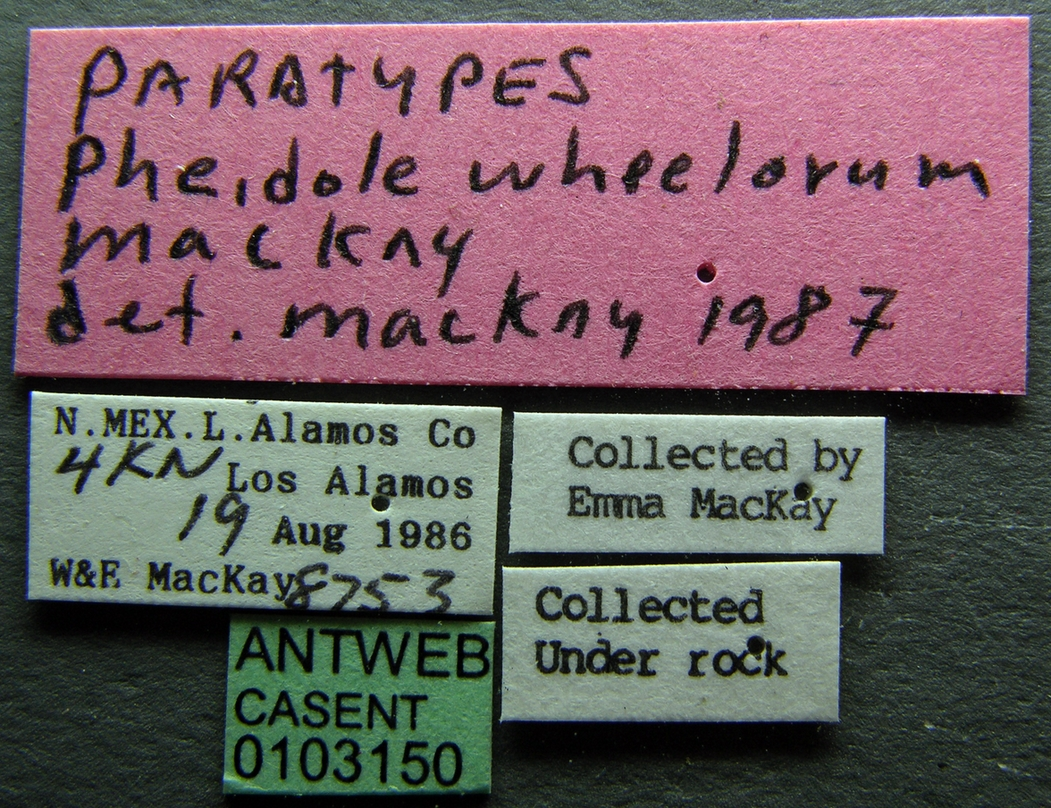
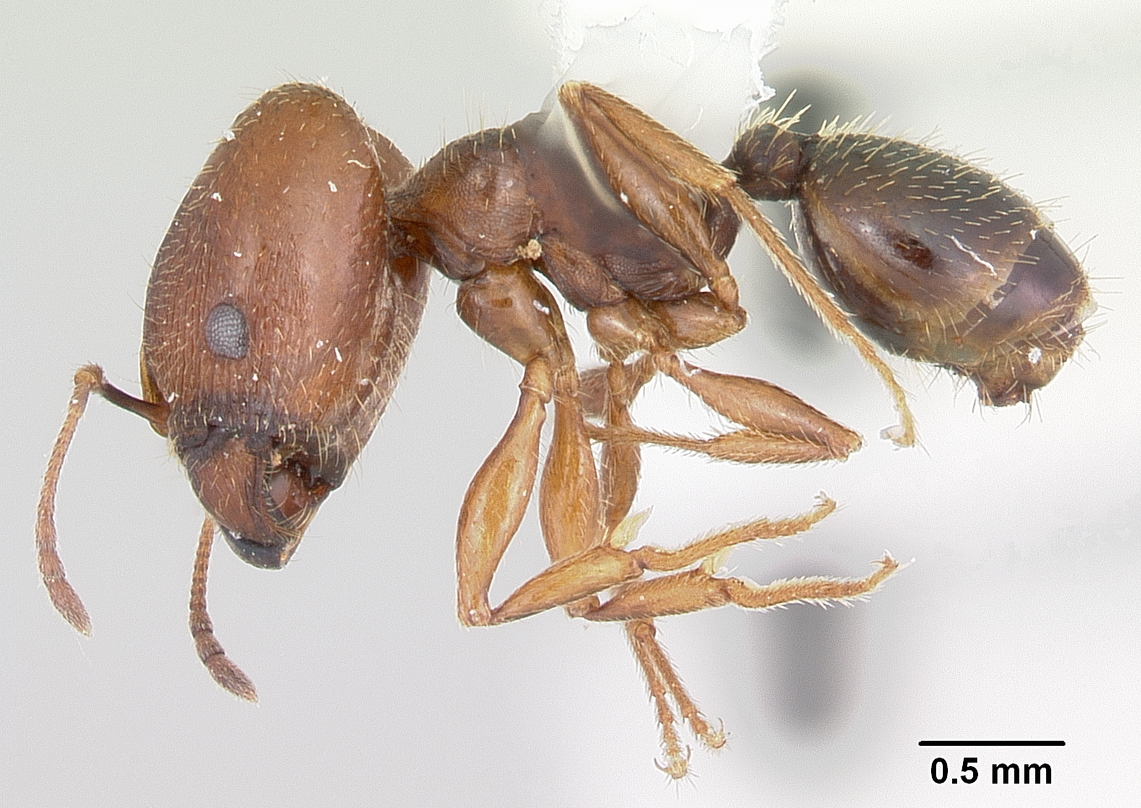
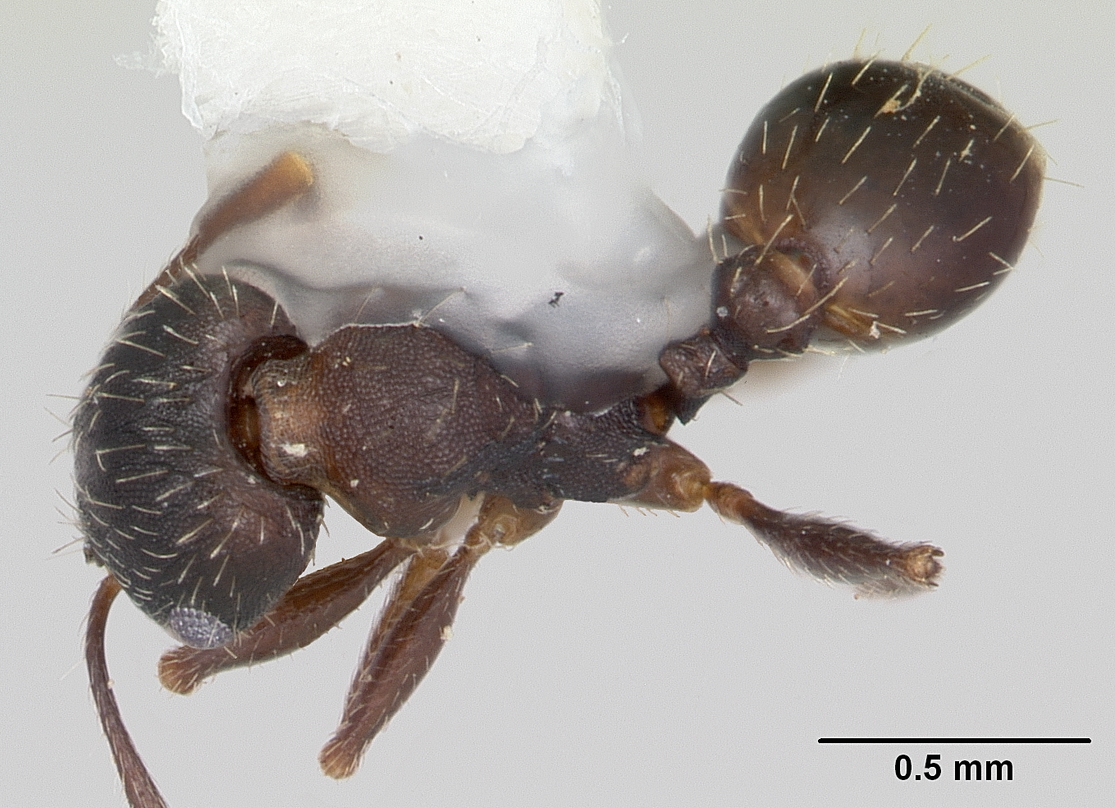
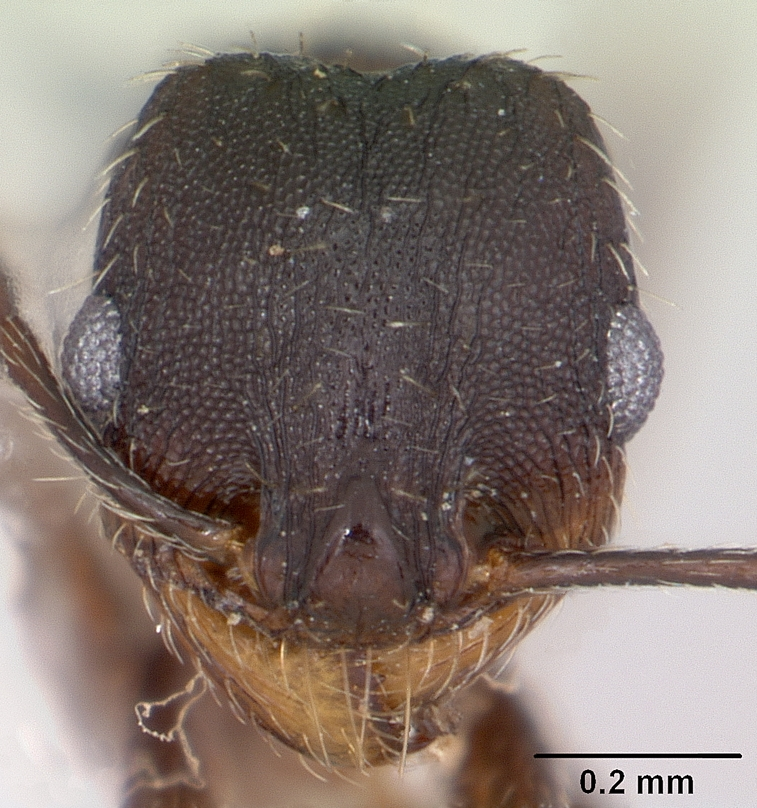